# فلم لقطة واحدة
الفيلم الروائي ذو اللقطة الواحدة أو اللقطات المستمرة هو فيلم كامل تم تصويره في لقطة واحدة بواسطة كاميرا واحدة ، أو تم تصنيعه لإعطاء الانطباع بأنه فيلم لقطة واحدة.

## الاستخدام والنظرية
في مقال نُشر عام 2019 ، يناقش الفيلم الحائز على جائزة 1917 (2019) ، كتب إريك جرود من صحيفة نيويورك تايمز أن الأفلام الطويلة جدًا أصبحت الأكثر شيوعًا «كتذكير واقعي بالزمانية ، وبطاقة اتصال بارعة ، ونفس -تم إصدار التحدي أو كل ما سبق»، نقلاً أيضًا عن الفائز بجائزة الأوسكار من عدة سنوات سابقة ، بيردمان (2014).

## أمثلة
| عام  | عنوان                                          | الطول                     | مخرج                         | الجنسية                            | Ref.        |
| ---- | ---------------------------------------------- | ------------------------- | ---------------------------- | ---------------------------------- | ----------- |
| 1948 | حبل                                            | 80 دقيقة                  | ألفريد هيتشكوك               | المملكة المتحدة / الولايات المتحدة |             |
| 1991 | واجب منزلي                                     | 85 دقيقة                  | خايمي أومبرتو هيرموسيلو      | المكسيك                            |             |
| 1997 | وقت الركض                                      | 70 دقيقة                  | جوش بيكر                     | الولايات المتحدة الأمريكية         |             |
| 2002 | لا رجعة فيه                                    | 97 دقيقة                  | جاسبار نوي                   | فرنسا                              |             |
| 2009 | ادخل الفراغ                                    | 161 دقيقة                 | جاسبار نوي                   | فرنسا                              |             |
| 2010 | لا كاسا مودا                                   | 86 دقيقة                  | جوستافو هيرنانديز            | أوروغواي                           |             |
| 2011 | البيت الصامت                                   | 87 دقيقة                  | كريس كنتيس ، لورا لاو        | الولايات المتحدة الأمريكية         |             |
| 2014 | بيردمان                                        | 119 دقيقة                 | أليخاندرو جي إيناريتو        | الولايات المتحدة الأمريكية         |             |
| 2017 | " eps3.4 runtime-error.r00 " ( السيد روبوت )   | 43 دقيقة (حلقة تلفزيونية) | سام اسماعيل                  | الولايات المتحدة الأمريكية         | [ 3 ]       |
| 2017 | بوشويك                                         | 94 دقيقة                  | كاري مورنيون ، جوناثان ميلوت | الولايات المتحدة الأمريكية         |             |
| 2018 | "عاصفتان" ( The Haunting of Hill House ep.1.6) | 57 دقيقة (حلقة تلفزيونية) | مايك فلاناغان                | الولايات المتحدة الأمريكية         | [ 4 ] [ 5 ] |
| 2019 | 1917                                           | 118 دقيقة                 | سام مينديز                   | المملكة المتحدة                    |             |
| 2020 | دعونا نخيف جولي                                | 83 دقيقة                  | جود كريماتا                  | الولايات المتحدة الأمريكية         | [ 6 ]       |